# Pras
Prakazrel Samuel Michel, známý jako Pras (vyslovováno / prɑ ː z /, (* 19. října 1972, Brooklyn, New York, USA) je haitsko-americký rapper, herec, filmový producent a bývalý člen hudební formace Fugees.

## Diskografie

### Alba
- 1998: Ghetto Supastar
- 2005: Win Lose Or Draw

### Singly
- 1998: "Ghetto Supastar (That Is What You Are)" (featuring Ol' Dirty Bastard & Mya)
- 1998: "Blue Angels"
- 1998: "Another One Bites the Dust" (Queen featuring Wyclef Jean, Pras & Free)
- 1999: "What'cha Wanna Do" (featuring The Product & Free), Remix (featuring Kelis & Clipse)
- 1999: "Avenues" (featuring Refugee Camp Allstars)

## Filmografie a obsazení
- Mystery Men (1999) - Tony C
- Turn It Up (2000)- Denzel/Diamond
- Higher Ed (2001)- Ed Green
- Go For Broke (2002)- Jackson/Jackie
- Nora's Hair Salon (2004)
- Careful What You Wish For (2004) - Zen Salesman
- Feel The Noise (2007) - Electric
- First Night (2006) - sám sebe
- Skid Row (2007) - sám sebe
- The Mutant Chronicles (2007)- Captain Michaels